# Liliana Segre
Liliana Segre (Milaan, 10 september 1930) is een Italiaans overlevende van de Holocaust. Op 19 januari 2018 werd Segre, krachtens artikel 59 lid 2 van de Italiaanse Grondwet, benoemd tot senator voor het leven door president Sergio Mattarella vanwege haar verdiensten op maatschappelijk gebied. De president vestigde daarmee de aandacht op de tachtigste verjaardag van de invoering van de Italiaanse rassenwetten in 1938.
Segre is de vierde vrouw die een dergelijke positie bekleedt, na Camilla Ravera, Rita Levi-Montalcini en Elena Cattaneo.
In oktober 2022 opende Segre de nieuw gekozen Senaat met een toespraak waarin ze benadrukte dat het precies honderd jaar geleden was dat fascisten onder Benito Mussolini de macht grepen. Het leidde tot een staande ovatie van alle tweehonderd senatoren.

## Levensloop

### Jeugd
Segre werd geboren in een seculier Joodse familie uit Milaan. Ze woonde samen met haar vader Alberto en haar grootouders van vaderskant, Giuseppe Segre en Olga Loevvy. Haar moeder, Lucia Foligno, stierf toen Liliana nog geen jaar oud was. Vanwege de Rassenwetten van Neurenberg werd Segre in 1938 van school gestuurd. Toen het antisemitisme extremer werd, besloot haar vader onder te duiken bij een vriend met valse documenten.

### Tweede Wereldoorlog

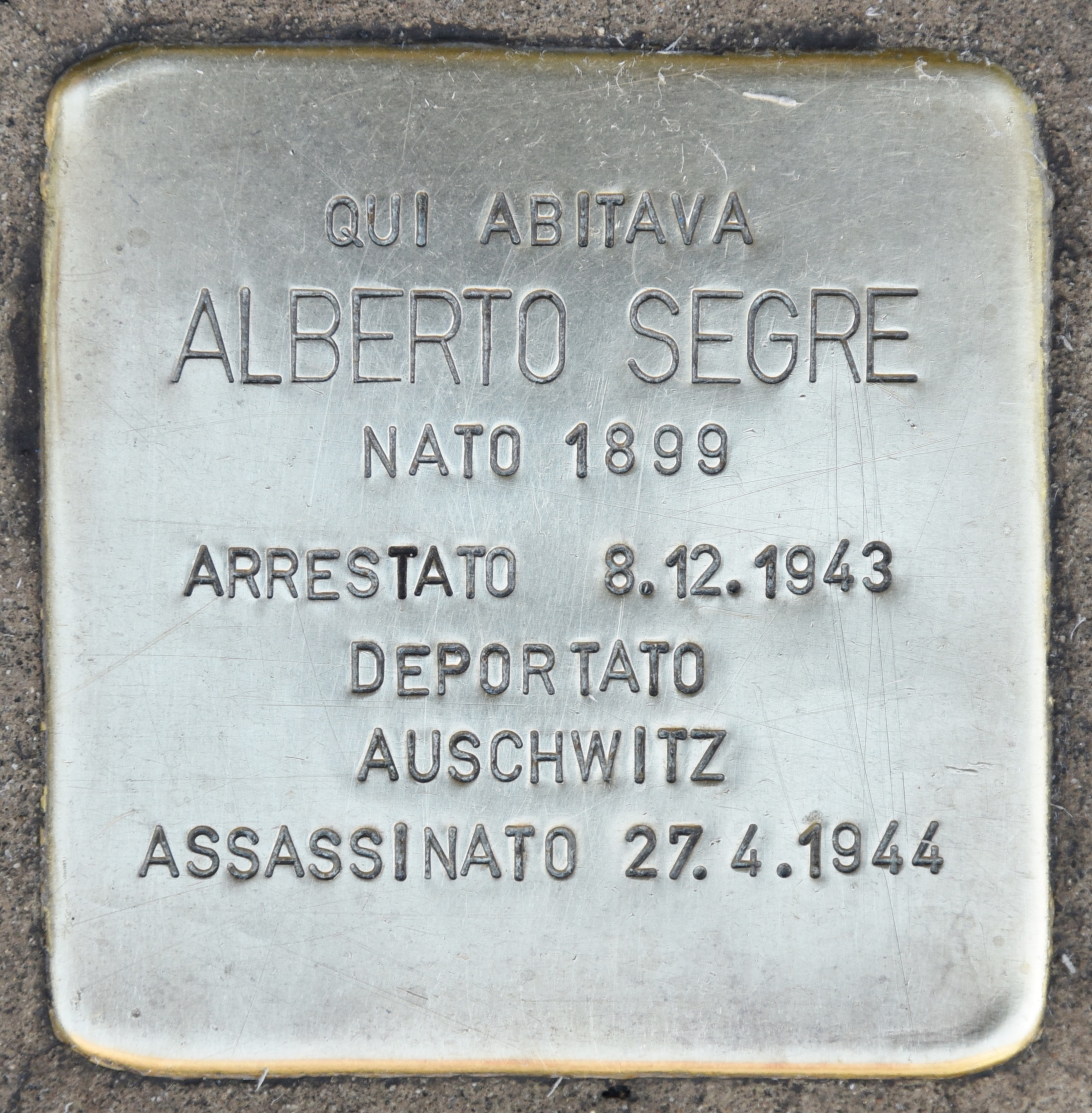
Stolperstein voor Alberto Segre

Op 10 december 1943, probeerden de dertienjarige Segre en haar vader naar Zwitserland te vluchten, maar beiden werden door de Zwitserse autoriteiten afgewezen. De volgende dag werd ze gearresteerd door fascisten in Selvetta di Viggiù in de provincie Varese. Na zes dagen in Varese in de gevangenis te hebben gezeten, werd ze overgebracht naar Como en uiteindelijk naar Milaan, waar ze 40 dagen vastzat.
Op 30 januari 1944 werd Segre naar het concentratiekamp Auschwitz gedeporteerd, waar ze zeven dagen later aankwam. Ze werd onmiddellijk gescheiden van haar vader Alberto, die ze nooit meer terug heeft gezien en die waarschijnlijk op 27 april 1944 vermoord werd. Op 18 mei 1944 werden haar grootouders van vaderskant gearresteerd in Inverigo en na een paar weken gedeporteerd naar Auschwitz, waar ook zij bij hun aankomst op 30 juni werden vermoord.
Segre werd getatoeëerd met het serienummer 75190 en werkte ongeveer een jaar lang als dwangarbeidster in de munitiefabriek van Siemens AG. In januari 1945, na de evacuatie van het kamp, moest ze de dodenmars naar het concentratiekamp Ravensbrück verrichten. Na een aantal weken daar onder erbarmelijke omstandigheden te hebben doorgebracht, werd ze verder gemarcheerd naar het satellietconcentratiekamp Malchow, waar ze op 1 mei 1945 door het Rode Leger werd bevrijd. Segre was een van de 35 Italiaanse kinderen tot de leeftijd van 14, die het concentratiekamp Auschwitz overleefden (van de in totaal 776 kinderen).

### Na de oorlog
Na de Holocaust verhuisde Segre naar de regio Marche, waar ze introk bij haar grootouders van haar moederskant. Ze was de enige overlevende van de Holocaust van haar directe familie. In 1948 ontmoette ze Alfredo Belli Paci, een katholiek die ook de concentratiekampen had overleefd, waar hij naartoe werd gestuurd omdat hij weigerde lid te worden van de Italiaanse Sociale Republiek. De twee trouwden in 1951 en kregen drie kinderen.
Pas in het begin van de jaren negentig besloot ze over haar ervaringen te praten. Ze ging naar schoolbijeenkomsten en conferenties om jongeren haar verhaal te vertellen. In 1997 was ze een van de getuigen van de documentaire Memoria, gepresenteerd op het Internationaal filmfestival van Berlijn. 